# Sclerophrys lemairii
Sclerophrys lemairii és una espècie de gripau de la família dels bufònids.
Va ser descrit com Bufo lemairii per George Albert Boulenger el 1901. Va ser reclassificat el 2006 en el gènere Amietophrynus i finalment el 2016 va ser classificat en el gènere del Sclerophrys.
Aquesta espècie s'anomena en honor de l'explorador belga Charles Lemaire (1863-1925).

## Distribució
Viu sempre a prop d'aigua permanent al sud de la República del Congo, al sud de Democràtica del Congo, el nord de Botswana (al delta de l'Okavango) i el Caprivi de Namíbia, el nord i l'oest de Zàmbia i l'est d'Angola. No està especialment amenaçada d'extinció, ara bé, ho podria estar en un futur a causa del desenvolupament humà. La Unió Internacional per la Conservació de la Natura considera que es troba en risc mínim.